# Hemofiltratie
Hemofiltratie is een nierfunctievervangende therapie waarbij het bloed in grote hoeveelheid wordt gefilterd. Het ultrafiltraat wordt hierbij geheel of gedeeltelijk vervangen door een substitutievloeistof (dilutievloeistof).

## Toepassing
Bij hemofiltratie wordt het principe van convectie toegepast. Het bloed wordt geleid langs een membraan waarover een sterk negatieve druk staat (geforceerde filtratie). Stoffen met een molecuulgewicht van 20.000 dalton of minder worden met de stroom van het plasmawater heen, uit het bloed verwijderd. Het op deze manier aangedikte bloed wordt weer verdund met steriele dilutievloeistof. Soms wordt bewust vocht aan de patiënt onttrokken (dehydratie): de hoeveelheid toegevoegde dilutievloeistof is dan kleiner dan de hoeveelheid onttrokken bloedplasma.
Voor deze behandeling wordt een hemodialysemachine gebruikt. Toepassing vindt plaats op een dialyseafdeling van een ziekenhuis.